# Dan Corneliu Brăneanu
Dan Corneliu Brăneanu (n. 04.02.1930 - d. 27.01.2017) este un inginer, cercetător al monumentelor megalitice din România, ziarist și membru al Uniunii Ziariștilor Profesioniști.
Dan Corneliu Brăneanu a publicat numeroase articole despre centrul sacerdotal din munții Bucegi, dezvoltând teoria conform căreia în inima muntelui ar exista o rețea de galerii subterane care este posibil să unească mai multe peșteri și tunele de legătură cu alte centre sacre din lume.
A studiat cartea cercetătorului peruvian Daniel Ruzo Marcahuasi: La historia fantastica de un descubrimiento, despre călătoria acestuia în anii 1967 - 1968, prin munții României, în care face o prezentare amplă a unor structuri megalitice cunoscute și mai puțin cunoscute.

## Cărți publicate
- Explorări în enigmatic, Editura Dacoromână, București, 2015, ISBN 978-606-601-090-0
- Explorări în enigmatic vol. I, Editura C.I.D., București, 2016, ISBN 978-606-94247-1-1
- Explorări în enigmatic vol. II, Editura C.I.D., București, 2016, ISBN 978-606-94247-2-8
- Explorări în enigmatic vol. III, Editura C.I.D., București, 2016, ISBN 978-606-94247-3-5
- Explorări în enigmatic vol. IV, Editura C.I.D., București, 2017, ISBN 978-606-94247-8-0